# Universidad Iberoamericana Puebla
La Universidad Iberoamericana Puebla es una institución privada de educación superior y media superior confiada a la Compañía de Jesús, ubicada en el municipio de San Andrés Cholula, en el estado de Puebla, México. Conocida también como IBERO Puebla, la casa de estudios pertenece al Sistema Universitario Jesuita (SUJ) y a la Asociación de Universidades Confiadas a la Compañía de Jesús en América Latina (AUSJAL).

## Historia
La IBERO Puebla (antes UIA Plantel Golfo-Centro) fue fundada en 1983 tras la necesidad de una institución de educación superior jesuita que cubriera las necesidades de la región centro-sur-sureste de la república mexicana. Hoy día, la Universidad Iberoamericana Puebla se ha convertido en una de las instituciones más representativas del Sistema Universitario Jesuita en México.
Como Universidad Jesuita en Puebla, la IBERO es una institución de educación cuya filosofía se centra en el ser humano, no solo como universitario y profesionista, sino también como persona y como ser social, político, cultural y religioso.
La IBERO Puebla es reconocida por su excelencia académica en estudios de arquitectura, comunicación, diseño, humanidades, negocios, ingenierías y estudios ambientales. Cuenta con seis departamentos académicos y ofrece más de 31 títulos de grado.  
Además de programas de licenciatura y posgrado, ofrece estudios de preparatoria tanto en Puebla como en planteles ubicados en las ciudades de Tlaxcala y Mérida. 
El 10 de junio de 2025 el Prepósito Provincial de la Compañía de Jesús en México Luis Gerardo Moro Madrid, S.J. en acuerdo con la Junta de Gobierno de la universidad nombró al Dr. Alejandro Guevara Sanginés como Rector para el periodo 2025–2029.

## Campus
La Universidad Iberoamericana Puebla cuenta con un campus compuesto de 13 edificios, localizado en la zona conocida como Angelópolis en el municipio de San Andrés Cholula.
Cuenta con las siguientes instalaciones:
- Siete edificios universitarios con salones, laboratorios y oficinas.
- Un edificio administrativo.
- Un edificio exterior para la Preparatoria.
- IDIT (Instituto de Diseño e Innovación Tecnológica)
- Biblioteca Interactiva Pedro Arrupe, S.J.
- Capilla
- Área Intercultural de Lenguas (AIDEL)
- Librería
- Ágora
- Auditorio-Gimnasio Ignacio Ellacuría, S.J.
- Auditorio Manuel Acévez Araiza, S.J.
- Vestidores
- Villa Ibero (residencias externas)
- Instalaciones Deportivas (Dos canchas de futbol, dos canchas de baloncesto y voleibol, cancha de tenis, cancha de voleibol de playa, dentro del Auditorio-Gimnasio hay canchas de baloncesto y voleibol).
- Gimnasio
- Cafetería con restaurantes
- Cafetería Capeltic
- Área arbolada y jardines
- Lago
- Estacionamiento
- Estacionamiento vertical de 3 niveles con sensores

## Programas Académicos[5]

### LICENCIATURAS
Departamento de Arte, Diseño y Arquitectura
- Arquitectura
- Arte Contemporáneo
- Diseño de Interacción y Animación
- Diseño Estratégico de Información
- Diseño Gráfico
- Diseño Industrial
- Diseño Textil

Departamento de Humanidades
- Comunicación
- Literatura y Filosofía
- Procesos Educativos

Departamento de Negocios
- Administración de Empresas
- Administración Turística y de la Hospitalidad
- Comercio Internacional
- Contaduría y Estrategias Financieras
- Dirección del Talento Humano
- Liderazgo para el Emprendimiento Innovador
- Mercadotecnia
- Negocios Internacionales

Departamento de Ciencias de la Salud
- Nutrición y Ciencia de los Alimentos
- Psicología

Departamento de Ciencias e Ingenierías
- Ingeniería Automotriz
- Ingeniería Biomédica
- Ingeniería Civil
- Ingeniería de Negocios
- Ingeniería en Biotecnología
- Ingeniería en Comunicaciones y Electrónica
- Ingeniería en Logística
- Ingeniería en Sistemas Computacionales
- Ingeniería Industrial
- Ingeniería Mecánica
- Ingeniería Mecánica Industrial
- Ingeniería Mecatrónica
- Ingeniería Química

Departamento de Ciencias Sociales
- Ciencias Políticas e Innovación Democrática
- Derecho
- Economía y Finanzas
- Relaciones Internacionales
- Ciencias Ambientales y Desarrollo Sustentable

### POSGRADOS
Departamento de Arte, Diseño y Arquitectura
- Especialidad en Gestión Integral de Riesgo

- Maestría en Gestión del Patrimonio Cultural
- Maestría en Diseño Estratégico e Innovación
- Maestría Estudios y Gestión de la Ciudad
- Maestría en Hábitat y Equidad Socioterritorial
- Doctorado en Hábitat y Sustentabilidad

Departamento de Humanidades
- Maestría en Comunicación y Cambio Social
- Maestría en Investigación Educativa
- Maestría en Literatura Aplicada
- Doctorado Interinstitucional en Educación

Departamento de Economía y Negocios
- Maestría en Administración de Empresas
- Maestría en Ingeniería Financiera
- Maestría en Dirección de Mercadotecnia
- Doctorado en Administración

Departamento de Ciencias e Ingenierías
- Maestría en Ingeniería en Manufactura Avanzada

Departamento de Ciencias Sociales
- Maestría en Derecho Público
- Maestría en Derechos Humanos
- Maestría en Gestión de Empresas de Economía Social
- Doctorado en Investigación Jurídica
- Especialidad en Derecho Administrativo
- Especialidad en Juicios Orales y Justicia Alternativa
- Especialidad en Amparo y Procesal Constitucional
- Especialidad en Derecho Fiscal y de la Empresa

Departamento de Ciencias de la Salud
- Maestría en Psicoterapia
- Maestría en Nutrición Clínica
- Maestría en Desarrollo Humano
- Doctorado en Investigación Psicológica

Programa Interdisciplinar en Medio Ambiente
- Estudios Regionales en Medio Ambiente y Desarrollo

### PREPARATORIA
- Preparatoria Ibero Puebla
- Preparatoria Ibero Tlaxcala
- Preparatoria Ibero Mérida

## Cátedras

### CátedraIgnacio Ellacuría
La Cátedra Ignacio Ellacuría de análisis de la realidad política y social nace en noviembre de 2004 desde el Programa de Ciencias Políticas y Administración Pública del Departamento de Ciencias Sociales y Políticas como un homenaje al intelectual jesuita comprometido con la justicia, la libertad y la solidaridad, que fue Ignacio Ellacuría.

### CátedraAlain Touraine
Con el deseo de fortalecer la búsqueda humana y social de nuestras universidades jesuitas, de impulsar un serio trabajo de investigación, de elaboración teórica, de divulgación científica y de actividad docente que impregne la vida académica y estudiantil y donde se exprese el compromiso social de nuestra universidad, y aprovechando los vínculos históricos con lo mejor de la tradición europea, se inauguró el 10 de octubre de 2003 en la Universidad Iberoamericana Puebla y en el Instituto Tecnológico y de Estudios Superiores de Occidente (ITESO), la Cátedra que lleva el nombre de Alain Touraine. La Cátedra asume la trayectoria del internacionalmente reconocido sociólogo francés, cuyo compromiso con la problemática de su tiempo y concretamente con la de América Latina inspiran este espacio académico que ambas universidades, en vinculación con una amplia red de institutos científicos de América Latina y Europa, han establecido.

## Biblioteca Interactiva Pedro Arrupe S. J.

### Acervo
El acervo de la biblioteca se divide en 20 colecciones (Acervo General, Acervo Histórico, Archivo Universitario, Bases de Datos, Colecciones Especiales, Consulta, Diapositivas, Discos Compactos, Fonocasettes, Hemeroteca, Ignacio Cabral, INEGI, Mapas, Mediática, Posgrado, Tesis, Textilteca, Videos, DVD y Río Arronte).
Sumando todas las colecciones da un total de 86,729 títulos y 124,973 volúmenes. Se cuenta con un sistema de catalogación (LC) y consulta automatizada a través del sistema internacional Aleph, que permite el acceso en línea vía Internet. La colección de Publicaciones Periódicas consta de 619 títulos en formato impreso. En formato electrónico se cuenta con 21 bases de datos hemerográficas referenciales y de texto completo. Donde, por ejemplo, la base “Academic Search Premier” incluye 8144 publicaciones periódicas, de las cuales 6959 son en texto completo y de ellas 3638 arbitrarias, el “Business Source Premier” incluye 3800 publicaciones periódicas de las cuales 3600 son de texto completo y de ellas 1110 arbitrarias.